# Josip Ivan Adam, knez Lihtenštajna
Josip Ivan Adam, knez Lihtenštajna (Beč, 25. svibnja 1690. – Valtice, 17. prosinca 1732.), šesti knez Lihtenštajna.

## Životopis
Rođen je u Beču, kao jedini sin Antona Florijana, kneza Lihtenštajna. Josip Ivan Adam služio je vojsku za vrijeme Rata za španjolsku baštinu, a kasnije se borio protiv Francuza pod vodstvom Vojvode od Marlborougha. Nakon Ugovora u Utrechtu, postao je privatni carski savjetnik u Beču.
Bio je 661. Vitez Reda Zlatnog runa u Austriji. Umro je u Valticama 17. prosinca 1732.

## Brak i potomstvo
Dana 1. prosinca 1712., Josip se oženio za prvu ženu Mariju Gabrijelu, s kojom je imao jedno dijete:
- Princ Karlo Anton Josip Adam Bruno (6. listopada 1713. – 25. ožujka 1715.)

Dana 3. veljače 1716., Josip se oženio s Marijanom od Thun-Hohensteina, koja je umrla samo 20 dana nakon vjenčanja.
Dana 3. kolovoza 1716., u Beču, Josip se oženio za Mariju Anu od Oettingen-Spielberga s kojom je imao petero djece:
- Princeza Marija Eleonora Ivana Walburga Josipa
- Princ Josip Anton Franjo Ivan Nepomuk
- Princeza Marija Terezija Eleonora Walburga Inoncentija
- Ivan Nepomuk Karlo
- Princeza Marija Elizabeta Eleonora

Dana 22. kolovoza 1729., Josip se oženio za Mariju Anu Kottulinsku, s kojom je imao dvoje djece:
- Princ Anton Toma Josip Franjo de Paula Ivan Nepomuk Adam
- Princeza Marija Ana Jozefa Antonija Franja de Paula

## Vanjske poveznice

### Mrežna sjedišta
- (engl.) Životopis na stranicama Kneževske obitelji Liechtenstein

### Sestrinski projekti
|  | Zajednički poslužitelj ima još gradiva o temi Josip Ivan Adam, knez Lihtenštajna |